# Louise Diede zum Fürstenstein
Ursula Margarethe Konstantia Louise Diede zum Fürstenstein, geb. von Callenberg (* 25. August 1752 auf Schloss Muskau, Oberlausitz; † 29. August 1803 in der Villa Rezzonico bei Bassano del Grappa, Italien) war eine deutsche Adlige, die als Pianistin einen gewissen Ruf hatte.

## Leben
Louise Diede zum Fürstenstein war das jüngste von vier Kindern des Reichsgrafen Johann Alexander von Callenberg (1697–1776), Herr von Muskau, und dessen zweiter Ehefrau Rahel Luise Henriette, geb. Reichsgräfin von Werthern-Beichlingen (1726–1753). Ihr Bruder war Georg Alexander Heinrich Herrmann von Callenberg, Präsident der Oberlausitzischen Gesellschaft der Wissenschaften. Ihre Mutter starb schon sehr früh, und der Vater sorgte für eine gute Bildung durch Hauslehrer, besonders in Sprachen und Musik. Louise brachte es zu einer gewissen Virtuosität auf der Laute und insbesondere auf dem Klavier und komponierte auch einige eigene Werke.
Am 10. Januar 1772 heiratete sie den Freiherrn Wilhelm Christoph Diede zum Fürstenstein (1732–1807), königlich-dänischer Kammerherr und Gesandter am britischen Hof, Ritter des Dannebrogordens, Kommandeur des kaiserlichen St. Josefsordens, kaiserlicher und des Reichs Regiments-Burgmann auf der Burg Friedberg, und späterer königlich-dänischer Staatsminister und Gesandter des Herzogtums Holstein zum Immerwährenden Reichstag in Regensburg. Hauptwohnsitz der Familie war das Schloss Ziegenberg in der Wetterau in Hessen. Die Familie war mit Johann Gottfried Herder und Johann Wolfgang von Goethe freundschaftlich verbunden. Letzterer schrieb in seiner Italienischen Reise: „Frau von Diede spielte sodann, sehr große Vorzüge entwickelnd, ein bedeutendes Konzert“.
Ihr Bruder, Graf Hermann von Callenberg (1744–1795), verließ Schloss Muskau 1785 bereits wenige Tage nachdem er seine Tochter Clementine schuldenhalber verheiratet und ihr die Standesherrschaft überschrieben hatte. Er suchte Zuflucht auf Schloss Ziegenberg bei seiner geliebten Schwester Louise.
Louise Diede zum Fürstenstein starb am 29. August 1803 während eines Kurbesuchs bei dem mit der Familie befreundeten Fürsten Rezzonico auf dessen Landsitz, der Villa Rezzonico bei Bassano del Grappa, an der Ruhr. Ihr Ehemann und ihre jüngere Tochter, die mitgereist waren, beerdigten sie am 1. September 1803 in Padua bei den Eremitanern. Wilhelm Christoph Diede zum Fürstenstein bat Goethe später um Zeilen für ein Denkmal, das er seiner Frau widmen wollte.
Ihrer Ehe entstammten zwei Töchter:
- Charlotte Henriette Susanne Diede zum Fürstenstein (* 3. März 1773; † 30. Mai 1846), heiratete den Grafen Christian Detlev Karl zu Rantzau (1772–1812), königlich-dänischer Kammerherr, Oberpräsident von Kiel und Kurator der Universität Kiel[5]
- Luise Diede zum Fürstenstein (1778–1857), heiratete Georg Löw von und zu Steinfurth (1750–1811)